# Молодіжний чемпіонат Європи з футболу 2004
Чемпіонат Європи з футболу 2004 серед молодіжних команд — міжнародний футбольний турнір під егідою УЄФА серед молодіжних збірних команд країн зони УЄФА. Переможцем турніру стала молодіжна збірна команда Італії, яка у фіналі перемогла молодіжну збірну Сербії і Чорногорії 3:0.

## Кваліфікувались до фінальної частини
| Країна               | Попередні турніри                                                      |
| -------------------- | ---------------------------------------------------------------------- |
| Німеччина            | 1982, 1984, 1988, 1990, 1992, 1996, 1998                               |
| Білорусь             | дебют                                                                  |
| Італія               | 1978, 1980, 1982, 1984, 1986, 1988, 1990, 1992, 1994, 1996, 2000, 2002 |
| Португалія           | 1994, 1996, 2002                                                       |
| Сербія та Чорногорія | дебют                                                                  |
| Хорватія             | 2000                                                                   |
| Швейцарія            | 2002                                                                   |
| Швеція               | 1986, 1990, 1992, 1998                                                 |

## Арени
| Обергаузен        | Бохум             | Майнц             | Мангейм           |
| ----------------- | ----------------- | ----------------- | ----------------- |
| Нідеррейн         | Рурпауєрштадіон   | Штадіон Бругвег   | Карл-Бенц-Штадіон |
| Місткість: 21 318 | Місткість: 29 299 | Місткість: 20 300 | Місткість: 27 000 |
|                   |                   |                   |                   |

## Груповий етап

### Група А
| Збірна               | І | В | Н | П | ГЗ | ГП | РМ | О |
| -------------------- | - | - | - | - | -- | -- | -- | - |
| Італія               | 3 | 2 | 0 | 1 | 4  | 3  | +1 | 6 |
| Сербія та Чорногорія | 3 | 2 | 0 | 1 | 6  | 5  | +1 | 6 |
| Білорусь             | 3 | 1 | 1 | 1 | 4  | 4  | 0  | 4 |
| Хорватія             | 3 | 0 | 1 | 2 | 3  | 5  | −2 | 1 |

| 27 травня 2004 18:15 |

| Сербія та Чорногорія               | 3 – 2    | Хорватія                 |
| ---------------------------------- | -------- | ------------------------ |
| Лазович 37' Ловре 47' Іванович 86' | Протокол | Едуардо 49' Краньчар 68' |

| Нідеррейн, Обергаузен Арбітр: Луїс Медіна Канталехо (Іспанія) |

| 27 травня 2004 20:45 |

| Італія         | 1 – 2    | Білорусь             |
| -------------- | -------- | -------------------- |
| Джилардіно 58' | Протокол | Кіренкін 6' Глєб 44' |

| Рурпауєрштадіон, Бохум Арбітр: Метью Мессіас (Англія) |

| 29 травня 2004 15:30 |

| Білорусь      | 1 – 1    | Хорватія  |
| ------------- | -------- | --------- |
| Кирильчик 82' | Протокол | Лучич 38' |

| Нідеррейн, Обергаузен Арбітр: Міхал Бенеш (Чехія) |

| 29 травня 2004 20:45 |

| Італія          | 2 – 1    | Сербія та Чорногорія |
| --------------- | -------- | -------------------- |
| Скуллі 30', 53' | Протокол | Вукчевич 86'         |

| Рурпауєрштадіон, Бохум Арбітр: Гжегож Гілевський (Польща) |

| 1 червня 2004 20:45 |

| Італія       | 1 – 0    | Хорватія |
| ------------ | -------- | -------- |
| Де Россі 21' | Протокол |          |

| Рурпауєрштадіон, Бохум Арбітр: Бертран Лайєк (Франція) |

| 1 червня 2004 20:45 |

| Білорусь    | 1 – 2    | Сербія та Чорногорія               |
| ----------- | -------- | ---------------------------------- |
| Шкабара 13' | Протокол | Лазович 47' (пен.) Милованович 55' |

| Нідеррейн, Обергаузен Арбітр: Александру Тудор (Румунія) |

### Група В
| Збірна     | І | В | Н | П | ГЗ | ГП | РМ | О |
| ---------- | - | - | - | - | -- | -- | -- | - |
| Швеція     | 3 | 3 | 0 | 0 | 8  | 3  | +5 | 9 |
| Португалія | 3 | 1 | 1 | 1 | 5  | 6  | −1 | 4 |
| Німеччина  | 3 | 1 | 0 | 2 | 4  | 5  | −1 | 3 |
| Швейцарія  | 3 | 0 | 1 | 2 | 4  | 7  | −3 | 1 |

| 28 травня 2004 18:15 |

| Німеччина                  | 2 – 1    | Швейцарія    |
| -------------------------- | -------- | ------------ |
| Ауер 21' Гітцльшпергер 63' | Протокол | Д. Деген 75' |

| Штадіон Бругвег, Майнц Арбітр: Бертран Лайєк (Франція) |

| 28 травня 2004 20:45 |

| Швеція                                 | 3 – 1    | Португалія  |
| -------------------------------------- | -------- | ----------- |
| Ельмандер 40', 50' Стефан Ісідзакі 71' | Протокол | Алмейда 28' |

| Карл-Бенц-Штадіон, Мангейм Арбітр: Александру Тудор (Румунія) |

| 30 травня 2004 18:15 |

| Німеччина | 1 – 2    | Швеція                       |
| --------- | -------- | ---------------------------- |
| Ауер 84'  | Протокол | Йон Єнссон 49' Ельмандер 62' |

| Карл-Бенц-Штадіон, Мангейм Арбітр: Луїс Медіна Канталехо (Іспанія) |

| 30 травня 2004 20:45 |

| Швейцарія                | 2 – 2    | Португалія                            |
| ------------------------ | -------- | ------------------------------------- |
| Фонлантен 57' Байкал 86' | Протокол | Карлуш Мартінш 66' (пен.) Алмейда 71' |

| Штадіон Бругвег, Майнц Арбітр: Метью Мессіас (Англія) |

| 2 червня 2004 18:15 |

| Німеччина        | 1 – 2    | Португалія               |
| ---------------- | -------- | ------------------------ |
| Швайнштайгер 41' | Протокол | Алмейда 24' Лоуренсу 78' |

| Штадіон Бругвег, Майнц Арбітр: Гжегож Гілевський (Польща) |

| 2 червня 2004 18:15 |

| Швейцарія    | 1 – 3    | Швеція                            |
| ------------ | -------- | --------------------------------- |
| Барнетта 21' | Протокол | Жаггі 40' (аг) Росенберг 62', 88' |

| Карл-Бенц-Штадіон, Мангейм Арбітр: Міхал Бенеш (Чехія) |

## Півфінали
| 5 червня 2004 18:15 |

| Швеція               | 1 – 1    | Сербія та Чорногорія |
| -------------------- | -------- | -------------------- |
| Бабіс Стефанідіс 36' | Протокол | Мілош Марич 90+1'    |

| Нідеррейн, Обергаузен Арбітр: Метью Мессіас (Англія) |

| |       | Пенальті                                                                                                 |  |
| Стефан Ісідзакі · Йон Єнссон · Самуель Гольмен · Мікаель Дорсін · Маркус Росенберг · Бабіс Стефанідіс | 5 – 6 | Андрія Делібашич · Симон Вукчевич · Деян Милованович · Радомир Джалович · Боян Міладінович · Мілош Марич |  |

| 5 червня 2004 20:45 |

| Італія                        | 3 – 1    | Португалія         |
| ----------------------------- | -------- | ------------------ |
| Джилардіно 19', 77' Пінці 24' | Протокол | Педро Олівейра 28' |

| Рурпауєрштадіон, Бохум Арбітр: Міхал Бенеш (Чехія) |

## Олімпійський плей-оф
| 8 червня 2004 18:15 |

| Португалія                                    | 3 – 2 (д.ч.) | Швеція                        |
| --------------------------------------------- | ------------ | ----------------------------- |
| Віана 76' (пен.) Х. Рібейро 84' Карлітос 114' | Протокол     | Ельмандер 45+1' Росенберг 90' |

| Нідеррейн, Обергаузен Арбітр: Бертран Лайєк (Франція) |

## Фінал
| 8 червня 2004 21:00 |

| Італія                                      | 3 – 0    | Сербія та Чорногорія |
| ------------------------------------------- | -------- | -------------------- |
| Де Россі 32' Чезаре Бово 83' Джилардіно 85' | Протокол |                      |

| Рурпауєрштадіон, Бохум Арбітр: Луїс Медіна Канталехо (Іспанія) |

| ІТАЛІЯ:          |    |                     |     |       |
|                  |    |                     |     |       |
|                  | 1  | Марко Амелія        |     |       |
|                  | 3  | Еміліано Моретті    |     |       |
|                  | 5  | Даніеле Бонера      |     | 90+5' |
|                  | 6  | Даніеле Де Россі    | 29' |       |
|                  | 8  | Анджело Паломбо     |     |       |
|                  | 9  | Альберто Джилардіно |     |       |
|                  | 11 | Джузеппе Скуллі     |     | 74'   |
|                  | 13 | Андреа Барцальї     |     |       |
|                  | 14 | Чезаре Бово         |     |       |
|                  | 15 | Марко Донадел       | 28' | 88'   |
|                  | 17 | Джандоменіко Место  |     |       |
| Заміни:          |    |                     |     |       |
|                  | 19 | Сімоне Дель Неро    | 74' | 80'   |
|                  | 10 | Маттео Брігі        |     | 88'   |
|                  | 2  | Крістіан Дзаккардо  |     | 90+5' |
| Тренер:          |    |                     |     |       |
| Клаудіо Джентіле |    |                     |     |       |

| СЕРБІЯ ТА ЧОРНОГОРІЯ: |    |                    |          |     |
|                       |    |                    |          |     |
|                       | 1  | Никола Мілоевич    |          |     |
|                       | 2  | Драган Станчич     |          |     |
|                       | 3  | Никола Міяїлович   | 11', 34' |     |
|                       | 6  | Марко Баша         |          |     |
|                       | 7  | Данко Лазович      |          |     |
|                       | 10 | Мілош Марич        |          |     |
|                       | 14 | Боян Міладінович   |          | 83' |
|                       | 15 | Деян Милованович   |          | 63' |
|                       | 16 | Милан Бишевац      | 50'      |     |
|                       | 19 | Бранислав Іванович | 90+2'    |     |
|                       | 21 | Радомир Джалович   |          | 45' |
| Заміни:               |    |                    |          |     |
|                       | 17 | Симон Вукчевич     |          | 45' |
|                       | 11 | Ігор Матич         | 87'      | 63' |
|                       | 13 | Боян Незірі        |          | 83' |
| Тренер:               |    |                    |          |     |
| Владімір Петрович     |    |                    |          |     |

| Помічники арбітра: Вікторіано Жиралдес Карраско (Іспанія) Марк Сімонс (Бельгія) Четвертий арбітр: Метью Мессіас (Англія) |

| Євро-2004 (U-21) |
| ---------------- |
| Італія 5-й титул |